# Gabriela Chellew
Gabriela Chellew (Santiago de Chile, 18 de marzo de 1934) es una pintora y catedrática chilena adscrita al denominado Movimiento Forma y Espacio, que se fundamentó en la abstracción geométrica. Fue además directora designada por la Dictadura Militar de Augusto Pinochet en el Departamento de Artes Visuales de la Facultad de Artes de la Universidad de Chile entre 1975 y 1978.
Estudió decoración de interiores en la Universidad Técnica Federico Santa María, desde donde egresó en 1954, mientras que en 1961 se transforma en alumna de Hardy Wistuba y en 1964 de Kurt Herdan. En su obra «desarrolla un discurso plástico de formas geométricas puras».
Ha participado en varias exposiciones individuales y colectivas durante su carrera, entre ellas las muestras grupales del Movimiento forma y espacio en Santiago, Talca, Antofagasta y Linares desde mediados de la década de 1980, entre otras exposiciones.